# Dulce de azúcar

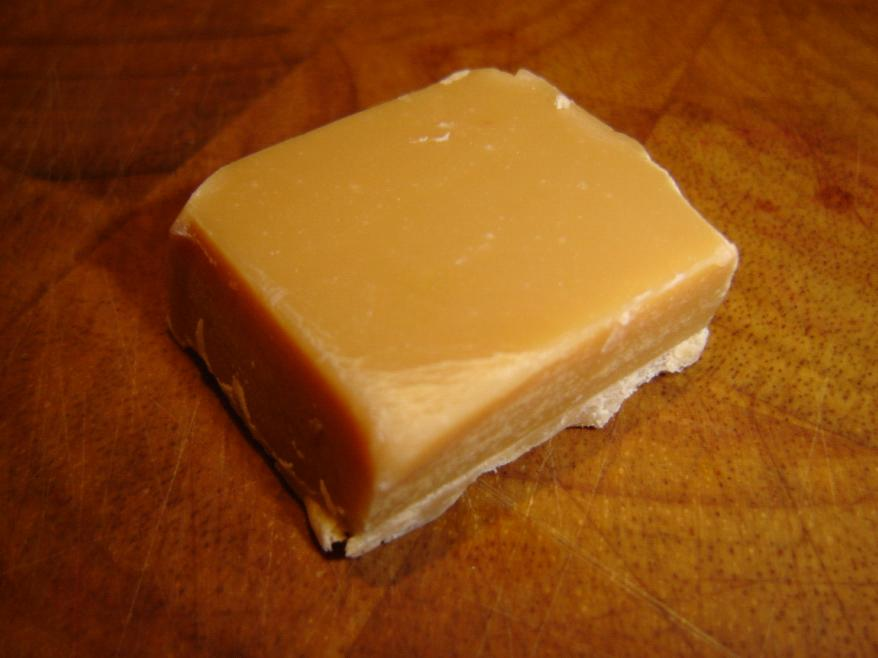
Dulce de azúcar ruso.

El dulce de azúcar es un caramelo cristalino, más o menos semejante a las paletas de caramelo (piruleta, chupetín), de consistencia más blanda, pero sin ser tan suave como una goma de mascar (chicle). Es un tipo de golosina que se obtiene hirviendo azúcar en leche hasta lograr la consistencia del caramelo, batiendo a continuación la mezcla hasta que se enfríe y adquiera una consistencia suave y cremosa.
La formación cristalina es deseable en esta receta. Los micro-cristales minúsculos en el dulce de azúcar son lo que todo el mundo desea de este dulce, así como su elasticidad y su textura firme pero lisa. El secreto de este dulce está en la rápida cristalización del azúcar.
Este dulce es muy conocido en países latinoamericanos. En Cuba se le conoce como "cremita de leche". En Venezuela se le llama coloquialmente "sacamuelas".

## Historia
El dulce de azúcar fue inventado en los Estados Unidos. El origen exacto no está claro, pero existe una receta de Emelyn B. Hartridge, del Vassar College, que data de 1886. Se cree que el primer dulce de azúcar fue el resultado de un lote de caramelo estropeado hecho el 14 de febrero de 1886 y que se aprovechó de esta manera, y de ahí el nombre que se le ha dado a este dulce en Estados Unidos (en inglés al dulce de azúcar se le llama fudge, palabra que significa «componer, arreglar»). 
La Isla Mackinac y otras ciudades turísticas del norte de Míchigan, en Estados Unidos, son famosas por fabricar dulce de azúcar.